# Franciaország az 1984. évi téli olimpiai játékokon
Franciaország a jugoszláviai Szarajevóban megrendezett 1984. évi téli olimpiai játékok egyik részt vevő nemzete volt. Az országot az olimpián 7 sportágban 32 sportoló képviselte, akik összesen 3 érmet szereztek.

## Érmesek
| Érem  | Versenyző     | Sportág  | Versenyszám          |
| ----- | ------------- | -------- | -------------------- |
| Ezüst | Perrine Pelen | Alpesisí | Női műlesiklás       |
| Bronz | Didier Bouvet | Alpesisí | Férfi műlesiklás     |
| Bronz | Perrine Pelen | Alpesisí | Női óriás-műlesiklás |

## Alpesisí
Férfi
| Versenyző         | Versenyszám      | 1. futam      | 1. futam      | 2. futam | 2. futam | Összesítés | Összesítés |
| Versenyző         | Versenyszám      | Idő           | Hely.         | Idő      | Hely.    | Idő        | Helyezés   |
| ----------------- | ---------------- | ------------- | ------------- | -------- | -------- | ---------- | ---------- |
| Didier Bouvet     | Műlesiklás       | 51,99         | 5.            | 48,21    | 3.       | 1:40,20    |            |
| Didier Bouvet     | Óriás-műlesiklás | 1:22,16       | 11.           | 1:22,09  | 15.*     | 2:44,25    | 14.        |
| Michel Canac      | Műlesiklás       | nem ért célba | nem ért célba | kiesett  | kiesett  | kiesett    | kiesett    |
| Franck Piccard    | Lesiklás         |               |               |          |          | 1:48,06    | 20.*       |
| Franck Piccard    | Óriás-műlesiklás | nem ért célba | nem ért célba | kiesett  | kiesett  | kiesett    | kiesett    |
| Yves Tavernier    | Műlesiklás       | nem ért célba | nem ért célba | kiesett  | kiesett  | kiesett    | kiesett    |
| Yves Tavernier    | Óriás-műlesiklás | 1:23,32       | 17.           | 1:22,05  | 14.      | 2:45,37    | 16.        |
| Philippe Verneret | Lesiklás         |               |               |          |          | 1:49,30    | 29.        |
| Michel Vion       | Lesiklás         |               |               |          |          | 1:48,68    | 25.        |
| Michel Vion       | Műlesiklás       | kizárták      | kizárták      | kiesett  | kiesett  | kiesett    | kiesett    |
| Michel Vion       | Óriás-műlesiklás | nem ért célba | nem ért célba | kiesett  | kiesett  | kiesett    | kiesett    |

Női
| Versenyző            | Versenyszám      | 1. futam | 1. futam | 2. futam      | 2. futam      | Összesítés    | Összesítés    |
| Versenyző            | Versenyszám      | Idő      | Hely.    | Idő           | Hely.         | Idő           | Helyezés      |
| -------------------- | ---------------- | -------- | -------- | ------------- | ------------- | ------------- | ------------- |
| Caroline Attia       | Lesiklás         |          |          |               |               | 1:15,04       | 15.           |
| Élisabeth Chaud      | Lesiklás         |          |          |               |               | nem ért célba | nem ért célba |
| Christelle Guignard  | Műlesiklás       | 48,71    | 1.       | nem ért célba | nem ért célba | kiesett       | kiesett       |
| Carole Merle         | Műlesiklás       | 51,68    | 20.      | 52,62         | 16.           | 1:44,30       | 16.           |
| Carole Merle         | Óriás-műlesiklás | 1:10,73  | 13.      | 1:12,54       | 8.            | 2:23,27       | 11.           |
| Perrine Pelen        | Műlesiklás       | 48,85    | 4.*      | 48,53         | 4.            | 1:37,38       |               |
| Perrine Pelen        | Óriás-műlesiklás | 1:09,64  | 4.       | 1:11,76       | 2.            | 2:21,40       |               |
| Anne-Flore Rey       | Műlesiklás       | kizárták | kizárták | kiesett       | kiesett       | kiesett       | kiesett       |
| Anne-Flore Rey       | Óriás-műlesiklás | 1:10,09  | 7.       | 1:12,86       | 13.           | 2:22,95       | 10.           |
| Fabienne Serrat      | Óriás-műlesiklás | 1:11,52  | 21.      | nem ért célba | nem ért célba | kiesett       | kiesett       |
| Marie-Luce Waldmeier | Lesiklás         |          |          |               |               | 1:15,56       | 20.           |

* - egy másik versenyzővel azonos eredményt ért el

## Biatlon
| Versenyző                                                | Versenyszám      | Lövőhiba | Időeredmény | Helyezés |
| -------------------------------------------------------- | ---------------- | -------- | ----------- | -------- |
| Éric Claudon                                             | 10 km sprint     | 2        | 34:05,1     | 28.      |
| Francis Mougel                                           | 10 km sprint     | 4        | 33:50,4     | 27.      |
| Francis Mougel                                           | 20 km egyéni     | 7        | 1:20:20,5   | 21.      |
| Yvon Mougel                                              | 10 km sprint     | 2        | 31:32,9     | 6.       |
| Yvon Mougel                                              | 20 km egyéni     | 4        | 1:14:53,1   | 4.       |
| Christian Poirot                                         | 20 km egyéni     | 6        | 1:20:54,2   | 23.      |
| Francis Mougel Éric Claudon Yvon Mougel Christian Poirot | 4 × 7,5 km váltó | 3        | 1:43:57,6   | 9.       |

## Bob
| Versenyző                                                             | Versenyszám | 1. futam                 | 1. futam                 | 2. futam                 | 2. futam                 | 3. futam                 | 3. futam                 | 4. futam      | 4. futam      | Összesítés | Összesítés |
| Versenyző                                                             | Versenyszám | Idő                      | Hely.                    | Idő                      | Hely.                    | Idő                      | Hely.                    | Idő           | Hely.         | Idő        | Helyezés   |
| --------------------------------------------------------------------- | ----------- | ------------------------ | ------------------------ | ------------------------ | ------------------------ | ------------------------ | ------------------------ | ------------- | ------------- | ---------- | ---------- |
| Gérard Christaud-Pipola Patrick Lachaud                               | Kettes      | idő, helyezés nem ismert | idő, helyezés nem ismert | idő, helyezés nem ismert | idő, helyezés nem ismert | idő, helyezés nem ismert | idő, helyezés nem ismert | nem ért célba | nem ért célba | kiesett    | kiesett    |
| Gérard Christaud-Pipola Philippe Aurox Philippe Stott Patrick Lachaud | Négyes      | 50,77                    | 10.                      | 51,51                    | 17.                      | 51,50                    | 15.                      | 51,48         | 13.*          | 3:25,26    | 13.        |

* - egy másik csapattal azonos eredményt ért el

## Gyorskorcsolya
Férfi
| Versenyző       | Versenyszám | Eredmény | Helyezés |
| --------------- | ----------- | -------- | -------- |
| Jean-Noël Fagot | 5000 m      | 7:44,60  | 31.      |
| Jean-Noël Fagot | 10 000 m    | 15:59,65 | 31.      |
| Hans van Helden | 500 m       | 39,71    | 24.      |
| Hans van Helden | 1000 m      | 1:18,77  | 18.      |
| Hans van Helden | 1500 m      | 1:59,39  | 4.       |
| Hans van Helden | 5000 m      | 7:24,59  | 11.      |
| Hans van Helden | 10 000 m    | 15:26,10 | 25.      |

## Műkorcsolya
| Versenyző              | Versenyszám  | Kötelező elemek   | Kötelező elemek | Kötelező elemek | Rövid program     | Rövid program | Rövid program | Kűr               | Kűr   | Kűr         | Összesítés         | Összesítés |
| Versenyző              | Versenyszám  | Több. hely. száma | Hely.           | Hely. pont.     | Több. hely. száma | Hely.         | Hely. pont.   | Több. hely. száma | Hely. | Hely. pont. | Helyezési pontszám | Helyezés   |
| ---------------------- | ------------ | ----------------- | --------------- | --------------- | ----------------- | ------------- | ------------- | ----------------- | ----- | ----------- | ------------------ | ---------- |
| Jean-Christophe Simond | Férfi egyéni | 5×2+              | 2.              | 1,2             | 5×5+              | 4.            | 1,6           | 5×8+              | 9.    | 9,0         | 11,8               | 6.         |
| Laurent Depouilly      | Férfi egyéni | 7×15+             | 14.             | 8,4             | 7×13+             | 13.           | 5,2           | 5×15+             | 16.   | 16,0        | 29,6               | 15.        |
| Agnès Gosselin         | Női egyéni   | 6×17+             | 18.             | 10,8            | 8×19+             | 19.           | 7,6           | 6×17+             | 17.   | 17,0        | 35,4               | 18.        |

| Versenyző                   | Versenyszám | Kötelező tánc     | Kötelező tánc | Kötelező tánc | Eredeti (original) tánc | Eredeti (original) tánc | Eredeti (original) tánc | Kűr               | Kűr   | Kűr         | Összesítés         | Összesítés |
| Versenyző                   | Versenyszám | Több. hely. száma | Hely.         | Hely. pont.   | Több. hely. száma       | Hely.                   | Hely. pont.             | Több. hely. száma | Hely. | Hely. pont. | Helyezési pontszám | Helyezés   |
| --------------------------- | ----------- | ----------------- | ------------- | ------------- | ----------------------- | ----------------------- | ----------------------- | ----------------- | ----- | ----------- | ------------------ | ---------- |
| Nathalie Hervé Pierre Béchu | Jégtánc     | 8×13+             | 13.           | 7,8           | 5×13+                   | 14.                     | 5,6                     | 9×15+             | 15.   | 15,0        | 28,4               | 14.        |

## Sífutás
Férfi
| Versenyző           | Versenyszám | Eredmény  | Helyezés |
| ------------------- | ----------- | --------- | -------- |
| Jean-Denis Jaussaud | 15 km       | 45:44,4   | 44.      |
| Jean-Denis Jaussaud | 30 km       | 1:38:48,1 | 42.      |
| Dominique Locatelli | 15 km       | 44:07,5   | 31.      |
| Dominique Locatelli | 30 km       | 1:33:25,3 | 18.      |
| Dominique Locatelli | 50 km       | 2:26:21,3 | 28.      |

## Síugrás
| Versenyző    | Versenyszám | 1. ugrás | 1. ugrás | 2. ugrás | 2. ugrás | Összesítés | Összesítés |
| Versenyző    | Versenyszám | Pont     | Hely.    | Pont     | Hely.    | Pont       | Helyezés   |
| ------------ | ----------- | -------- | -------- | -------- | -------- | ---------- | ---------- |
| Gérard Colin | Normálsánc  | 98,7     | 17.      | 93,8     | 26.      | 192,5      | 15.        |
| Gérard Colin | Nagysánc    | 71,2     | 40.*     | 92,6     | 13.      | 163,8      | 32.        |

* - egy másik versenyzővel azonos eredményt ért el